# Les Comes (Serradell)
Les Comes és una coma amb camps de conreu esgraonats del terme municipal de Conca de Dalt, a l'antic terme de Toralla i Serradell, al Pallars Jussà, en territori del poble de Serradell.
Estan situades al sud de Serradell, a l'esquerra de la llau de la Cadolla, al sud-est de Terrancolom. És a llevant de lo Camp i a ponent de Salers.